# (992) Swasey
(992) Swasey est un astéroïde de la ceinture principale découvert le 14 novembre 1922 par l'astronome russo-américain Otto Struve. Sa désignation provisoire était 1922 ND.